# Ashok Leyland Viking
Ashok Leyland Viking — автобусное шасси с переднемоторной компоновкой, выпускаемый компанией Ashok Leyland с 1976 года.

## Описание
Ashok Leyland Viking является первым автобусом с генератором переменного тока в Индии. Шасси имеет переднюю подвеску, облегчающую расположение передней двери перед передней осью.
С 1997 года в семейство входят газомоторные автобусы. В 2003 году количество ступенек возле дверей было увеличено до двух. Высота пола составляет 860 мм.

## Модификации
- Ashok Leyland Oyster[3][4][5].